# Lauenau
Lauenau è un comune mercato di 4.197 abitanti della Bassa Sassonia, in Germania.
Appartiene al circondario (Landkreis) di Schaumburg (targa SHG) ed è parte della comunità amministrativa (Samtgemeinde) di Rodenberg.
Il comune comprende la frazione di Feggendorf.